# Przewód żółciowy wspólny

Drogi żółciowe człowieka. Przewód żółciowy wspólny oznaczony numerem 6.

Przewód żółciowy wspólny (łac. ductus choledochus) – w anatomii kręgowców droga przepływu żółci z pęcherzyka żółciowego i wątroby do dwunastnicy. Powstaje z przewodu wątrobowego wspólnego, który łącząc się z przewodem pęcherzykowym, staje się przewodem żółciowym wspólnym. 
U człowieka przewód żółciowy wspólny ma średnicę ok. 5 mm oraz długość ok. 7 cm. W jego przebiegu wyróżnia się części: naddwunastniczą, zadwunastniczą, trzustkową i śródścienną. Część naddwunastnicza biegnie w obrębie więzadła wątrobowo-dwunastniczego na prawo od tętnicy wątrobowej właściwej i do przodu od żyły wrotnej. Część zadwunastnicza biegnie od przodu od żyły głównej dolnej i na prawo od żyły wrotnej, a część trzustkowa pomiędzy głową trzustki a częścią zstępującą dwunastnicy. Część śródścienna uchodzi zwykle wraz z przewodem trzustkowym głównym (Wirsunga) na brodawce większej (brodawce Vatera) na ścianie tylno-przyśrodkowej części zstępującej dwunastnicy. U końca zwykle rozszerza się tworząc bańkę wątrobowo-trzustkową, inaczej uchyłek Vatera (łac. ampulla hepatopancreatica, diverticulum Vateri). 